# Enzo Ratsito
Enzo Ratsito est un acteur, chanteur, directeur artistique et danseur franco-malgache[réf. nécessaire] spécialisé dans le doublage.

## Biographie
Enzo Ratsito est le troisième et seul garçon d'une famille de 4 enfants[réf. nécessaire]. À l'âge de 5 ans, il découvre le karaté. Il pratique le kumite (combat) et atteint le niveau international et national en tant que sportif de haut niveau, ainsi que les diplômes lui permettant d'enseigner et de gérer un club (dont les diplômes d'animateur fédéral (DAF), diplôme d'instructeur fédéral (DIF) et certificat de qualification professionnelle (CQP)).
À l'âge de 8 ans, il intègre la troupe de la comédie musicale du Roi lion au théâtre Mogador[réf. nécessaire]. Il y suit une formation de chant, danse et comédie.
En 2008, il assiste aux cours de piano classique au conservatoire municipal de Plaisir, en Yvelines. En parallèle, il suit des cours de variétés, de modern jazz, etc. Il participe à des concours de chant dans des émissions de télévision comme L'École des stars, où son timbre de voix et sa présence scénique sont appréciés par le public.
En 2010, il s'inscrit à l'émission À la recherche du nouveau Michael Jackson, où il est vite surnommé « le surdoué ». Il enchaîne ensuite de nombreux projets : Au–delà des murs au Palais des sports de Paris, Génération Moonwalk au Zénith de Paris, Goudmalion exposition de Jean-Paul Goude au musée des Arts décoratifs… Il chante aussi au siège de l'UEFA pour la candidature de la France à l'Euro 2016.
En 2011, il est sollicité pour faire du doublage et choisi pour être la voix de Jared S. Gilmore (Henry Mills) dans la série Once Upon a Time. Il est aussi la voix française dans de nombreux longs métrages et séries d'animation. Il double ainsi le personnage d'Aurel dans Dilili à Paris de Michel Ocelot. Jamel Debbouze le choisi pour le rôle de Diego dans son film Pourquoi j'ai pas mangé mon père.
En 2021, il se lance sur l'application de divertissement TikTok, où il gagne en popularité avec une vidéo où il reprend une réplique culte du personnage Tanjirō Kamado, qu'il double dans la version française de Demon Slayer : NEZUKO !. Aujourd'hui, il y compte plus de 215 000 abonnés.
En 2022, il occupe le rôle de producteur créatif des différentes versions françaises réalisées par Crunchyroll pendant quelques mois.

## Théâtre
- 2008-2010 : Le Roi lion : Simba enfant
- 2009 : Au-delà des murs avec Catherine Lara au palais des sports de Paris

## Émissions de télévision
- 2010 : À la recherche du nouveau Michael Jackson
- 2011 : Fan de stars
- 2011 : N'oubliez pas les paroles !

## Doublage

### Cinéma

#### Films
- Judah Lewis dans
  - The Babysitter (2017[3]) : Cole Johnson
  - The Babysitter: Killer Queen (2020) : Cole Johnson

- Patryk Siemek dans :
  - Finis les contes de fées ? (en) (2022) : Staszek Lebioda
  - Finis les contes de fées ? 2 (2024) : Staszek Lebioda

- 2012 : Les Copains chasseurs de trésor : Babu (Aidan Gemme) (voix)
- 2015 : San Andreas : Ollie Taylor (Art Parkinson)
- 2016 : Zoolander 2 : Derek Zoolander, Jr. (Cyrus Arnold (en))
- 2016 : The Last Girl : Celle qui a tous les dons : Peter (Connor Pratt)
- 2016 : Barbershop: The Next Cut : Jalen (Michael Rainey Jr.)
- 2017 : The Boyfriend : Pourquoi lui ? : Scotty Fleming (Griffin Gluck)
- 2018 : Undercover : Une histoire vraie : « Freaky Steve » Roussell (Ishmael Ali)
- 2018 : Proud Mary : Danny (Jahi Di'Allo Winston)
- 2018 : Love, Simon : Spencer (Terayle Hill)
- 2019 : Vivre deux fois (es) : Pau (Hugo Balaguer)
- 2019 : Child's Play : La Poupée du mal : Omar (Marlon Kazadi (en))
- 2019 : Ça : Chapitre 2 : Stanley « Stan » Uris, jeune (Wyatt Oleff)
- 2020 : Tyler Rake : Ovi Mahajan (Rudhraksh Jaiswal)
- 2020 : Petit guide de la chasseuse de monstres : Tommy (Ashton Arbab)
- 2020 : C'est nous les héros : « Rembobine » (Isaiah Russell-Bailey)
- 2020 : Des vampires dans le Bronx : Luis Acosta (Gregory Diaz IV (en))
- 2020 : Les Chroniques de Noël 2 : Doug (Sunny Suljic (en))
- 2020 : Timmy Failure : Des erreurs ont été commises (en) : Gabe (Christopher Martinez)
- 2020 : The Banker : ? ( ? )
- 2020 : Sans un bruit 2 : Marcus Abbott (Noah Jupe)
- 2021 : À tous les garçons : Pour toujours et à jamais : Dae (Ho-young Jeon)
- 2021 : Space Jam : Nouvelle Ère : Dominic « Dom » James (Cedric Joe)
- 2021 : Un héros : Siavash Soltani (Saleh Karimaei)
- 2021 : C'était l'été dernier (tr) : Can (Vakur Pehlivan)
- 2021 : Killer Game : Rodrigo Doran (Diego Josef)
- 2021 : South of Heaven (en) : Tommy Price (Thaddeus J. Mixson)
- 2022 : I Want You Back (en) : Trevor (Luke David Blumm)
- 2022 : Morbius : ? ( ? )
- 2022 : Les Aventures de Blue à New York (en) : Josh (Josh Dela Cruz (en))
- 2023 : Tetris : ? ( ? )
- 2023 : The Beanie Bubble (en) : Deshad (Ajay Friese)
- 2023 : Zom 100 : La Liste de la mort : Akira Tendo (Eiji Akaso (en))
- 2023 : Mixed by Erry (it) : Peppe enfant (Logan Bailey)
- 2024 : Prise au jeu (en) : Little (Joel Courtney)
- 2024 : Les Nouveaux (en) : ? (?)

#### Films d'animation
- 2014 : Yo-kai Watch : Le Film : Chup Moutard
- 2015 : Pourquoi j'ai pas mangé mon père : Diego
- 2017 : Lego Scooby-Doo : Mystère sur la plage : Tommie
- 2018 : Destination Pékin ! : Chao[n 1]
- 2018 : Dilili à Paris  : Orel
- 2018 : Mango : Mango
- 2019 : Abominable : Peng
- 2019 : La Famille Addams : Pugsley Addams
- 2020[n 2] : Demon Slayer: Kimetsu no Yaiba, le film : Le Train de l'Infini : Tanjirō Kamado
- 2020 : Superman : L'Homme de demain : voix additionnelles[4]
- 2021 : Nos mots comme des bulles : Cherry
- 2021 : Seven Deadly Sins, le film : Cursed by Light : King
- 2021 : The Witcher : Le Cauchemar du Loup : Sugo
- 2021 : Toukin, le chien-requin : Squalloween ! : Max (court métrage)
- 2022 : Bubble : Usagi
- 2022 : Wendell and Wild : Raúl
- 2022 : La Nuit au musée : Le Retour de Kahmunrah : Bodhi
- 2022 : Seven Deadly Sins, le film : Grudge of Edinburgh - Partie 1 (en) : King
- 2023 : Ruby, l'ado Kraken : Trevin
- 2023 : Seven Deadly Sins, le film : Grudge of Edinburgh - Partie 2 (en) : King
- 2024 : Le Robot sauvage : Cancan

### Télévision

#### Téléfilms
- 2010[n 3] : La Double Vie de Samantha : Brady Horton (Valin Shinyei)
- 2014 : Le Noël de mes 10 ans : Lonny Flood (Shawn Ervin)
- 2015[n 4] : Les Chaussures magiques : Christian Larou (Christian Koza)
- 2016 : Un ange aux deux visages : Dylan (Sam Ashe Arnold)
- 2017 : Une famille en sursis : Brett Blainesfeld (Cory Gruter-Andrew)
- 2020 : La Valse de Noël : Nicky (John Talan Church)

#### Séries télévisées
- Juliocesar Chavez dans :
  - Esprits criminels : Unité sans frontières (2017) : Romeo (saison 2, épisode 3)
  - Lady Dynamite (2017) : Cody (saison 2, épisode 2)
  - Kidding (2018-2020) : Giggles (12 épisodes)

- Manu Ríos dans :
  - Élite : Histoires courtes (2021) : Patrick Blanco Commerfod (mini-série)
  - Élite (2021-2022) : Patrick Blanco Commerfod (24 épisodes)
  - Respira (depuis 2024) : Biel de Felipe

- Hayden Byerly (en) dans :
  - The Fosters (2013-2018[5]) : Jude Adams Foster (104 épisodes)
  - Good Trouble (2019-2023[5]) : Jude Adams Foster (7 épisodes)

- Lance Alexander dans :
  - Bienvenue chez Mamilia (2019-2021) : Elvis (11 épisodes)
  - Intercomédies : Un événement sportif (en) (2020) : Elvis (saison 1, épisode 4)

- 2011-2018 : Once Upon a Time : le prince Henry Mills (Jared S. Gilmore) (140 épisodes)
- 2013 : American Wives : Tanner (Caleb Barwick) (9 épisodes)
- 2013-2017 : Broadchurch : Danny Latimer (Oskar McNamara) (9 épisodes)
- 2014 : Drop Dead Diva : Ryan Hatcher (David Mazouz) (saison 6, épisode 4)
- 2014 : Legends : Aiden Odum (Mason Cook) (saison 1)
- 2014 : Veep : Walt (Ben Cook) (saison 3, épisode 2)
- 2014-2019 : The Affair : Trevor Solloway (Jadon Sand) (53 épisodes)
- 2015 : Supergirl : Carter Grant (Levi Miller) (saison 1, épisode 5)
- 2015 : Wet Hot American Summer: First Day of Camp : Kevin (David Bloom) (mini-série)
- 2015-2016 : Les Experts : Cyber : Micah Gordon (Dejon LaQuake) (saison 1, épisode 11) et Jake Hazelton (Dallas Liu) (saison 2, épisode 18)
- 2016 : Nobel : Richard Riiser (Amund Wiegand Blakstvedt)
- 2016-2017 : Vice Principals : Mario Brown (Deshawn Rivers) (4 épisodes)
- 2016-2020 : Grey's Anatomy : William « Tuck » Bailey Jones (BJ Tanner) (8 épisodes)
- 2016-2020 : Papa a un plan : Teddy Burns (Matthew McCann) (69 épisodes)
- 2016-2021[5] : American Housewife : Franklin (Evan O'Toole) (34 épisodes)
- 2017 : New York, unité spéciale : Jack Wilson (Christopher Paul Richards) (saison 18, épisode 11)
- 2017 : Berlin Station : Noah Kirsch (Brandon Spink) (saison 2)
- 2017 : APB : Alerte d'urgence : Marshawn Jackson (Alex Henderson) (épisodes 1 et 3)
- 2017 : Double Jeu : Djamal (Tan Ipekkaya) (épisode 28)
- 2017 : Ballers : Jimmy Burns (Radek Lord) (saison 3)
- 2017-2018 : Les 100 : Ethan Hardy jeune (Beckham Skodje) (saison 4, épisode 12 et saison 5, épisode 2)
- 2017-2019 : Unbreakable Kimmy Schmidt : Buckley Voorhees (Tanner Flood) (2e voix, saisons 3 et 4)
- 2017-2020 : Babylon Berlin : Moritz Rath (Ivo Pietzcker) (15 épisodes)
- 2018 : Everything Sucks! : Tyler (Quinn Liebling) (10 épisodes)
- 2018 : The First : Devon Ingram (Alex Rubin) (3 épisodes)
- 2018 : Best.Worst.Weekend.Ever. (en) : Daniel Dogboy (Robbie Tucker) (mini-série)
- 2018 : Siren : le narrateur (Jaedon Siewert) (saison 1, épisode 1)
- 2018 : Atlanta : Duncan (James Rackley) (saison 2, épisode 9)
- 2018 : Esprits criminels : Timothy Kane (Shannon Brown) (saison 13, épisode 10), Trevor Gaines (Chase Brosamle) (saison 13, épisode 11), Kevon Winters jeune (Isaiah Russell-Bailey) (saison 13, épisode 14) et Carlos Garcia jeune (Nicholas Sean Johnny) (saison 13, épisode 20)
- 2018 : Les Enquêtes de Murdoch : Yitzhak (Tomaso Sanelli) (saison 11, épisode 15)
- 2018 : Dr Harrow : Ash Elrahi (Jon Prasida) (saison 1, épisode 8)
- 2018 : Goliath : Julio Suarez (Diego Josef) (saison 2)
- 2018 : American Crime Story : Andrew Cunanan jeune (Edouard Holdener) (saison 2, épisodes 8 et 9)
- 2018 : Dark Heart (en) : Harry Wagstaffe (Joseph Teague) (6 épisodes)
- 2018 : Billions : Dean Axelrod (Brian Beckerle) (saison 3)
- 2018 : Shooter : Bob Lee jeune (Tait Blum) (saison 3)
- 2018 : L'Aliéniste : Stevie Taggert (Matt Lintz) (1re voix)
- 2018-2019 : Le Prince de Peoria (en) : le prince Maxemil « Emil » Vanderklaut III (Gavin Lewis) (18 épisodes)
- 2018-2020 : Bienvenue chez les Huang : Emery Huang (Forrest Wheeler) (2e voix, saisons 5 et 6)
- 2018-2022 : Ozark : Three Langmore (Carson Holmes) (2e voix, saisons 2 à 4)
- 2018-2022 : The Last Kingdom : le roi Edward (Timothy Innes) (30 épisodes)
- depuis 2018 : L'Amie prodigieuse : Alfonso Carracci (Fabrizio Cottone) et Antonio Capuccio adolescent (Domenico Cuomo) (saison 1)
- 2019 : Blacklist : Walter Jones (Coy Stewart) (6 épisodes)
- 2019 : Super détectives ! : Ethan (Dash Maxwell) (saison 1, épisode 8), Paul (Shayne Warren) (saison 1, épisodes 12 et 16) et Archie (Jack Goodsell) (3 épisodes)
- 2019 : Fear the Walking Dead : Max (Ethan Suess) (saison 5)
- 2019 : The Resident : Danny Hendricks (Paxton Singleton) (saison 2, épisode 20)
- 2019 : The Hot Zone : Jason Jaax (Aidan Glenn) (saison 1)
- 2019 : Ramy : James (James DiGiacomo) (saison 1, épisode 4)
- 2019 : Apache : La Vie de Carlos Tévez (es) : Carlos Tévez (Balthazar Murillo) (8 épisodes)
- 2019 : Le Secret de Nick : Eric (Gus Kamp) (5 épisodes)
- 2019 : Dans leur regard : Antron McCray adulte (Jovan Adepo) (mini-série)
- 2019 : True Detective : Henry Hays enfant (Isaiah C. Morgan) (saison 3)
- 2019-2020 : Umbrella Academy : Luther Hargreeves enfant (Cameron Brodeur)
- 2019-2021 : Le Secret de la plume : Curtis Palmer-Moreno (Justin Sanchez) (26 épisodes)
- 2019-2023 : Top Boy : Stefan (Araloyin Oshunremi) (22 épisodes)
- depuis 2019 : Camp Kikiwaka : Noah Lambert (Israel Johnson) (69 épisodes - en cours)
- 2020 : Extracurricular : Oh Jisoo (Kim Dong-hee) (10 épisodes)
- 2020 : Curon (it) : Giulio (Giulio Brizzi) (7 épisodes)
- 2020 : Sneaker Addicts (en) : « HotDogDaddy2 » (Amari O'Neil) (épisode 4)
- 2020 : #blackAF (en) : Pops Barris (Justin Claiborne)
- 2020-2021 : Les Astronautes : ? (?)
- 2020-2021 : Journal d'une future présidente : Ziggy (Sean Philip Glasgow) (10 épisodes)
- 2020-2021 : Stargirl : Joey Zarick (Wil Deusner) (5 épisodes)
- depuis 2020 : The Chi : Stanley « Papa » Jackson (Shamon Brown Jr.) (2e voix, depuis la saison 3)
- 2021 : Clickbait : Kai Brewer (Jaylin Fletcher) (mini-série)
- 2021 : Colin en noir et blanc : ? (?) (mini-série)
- 2021 : The Mosquito Coast : Charlie Fox (Gabriel Bateman) (1re voix, saison 1)
- 2021 : Histoire de Lisey : Paul Landon (Clark Furlong) (mini-série)
- 2021-2022 : Cobra Kai : Kenny (Dallas Young) (17 épisodes)
- depuis 2021 : La Famille Upshaw : Kelvin Upshaw (Diamond Lyons)
- depuis 2021 : Invasion : Alfie Ademura (Cache Vanderpuye)
- 2022 : WeCrashed : Mikey (Alex Vinh) (mini-série)
- 2022 : Chucky : Trevor (Jordan Kronis) (saison 2)
- 2022 : Flash : Harold Birch (Nicholas Elia) (saison 8, épisode 8)
- depuis 2022 : MaveriX (en) : Bear (Sam Winspear-Schillings)
- 2023 : XO, Kitty : Dae-heon Kim (Choi Min-young)
- 2023 : Valeria : Pablo jeune [Qui ?]
- 2023 : True Lies : Jake Tasker (Lucas Jaye)
- 2023 : Freeridge : Cameron (Tenzing Norgay Trainor)
- 2023 : Wolf Pack : Baron (Chase Liefeld)
- 2023 : L'Élu : Wagner (Alberto Pérez-Jácome)
- 2023 : La Chute de la maison Usher : ? (?) (mini-série)
- 2024 : Ripley : Freddie Miles (Eliot Sumner) (mini-série)
- 2024 : Tracker : Colter Shaw adolescent (Prestyn Bates) et Russell Shaw (Matthew Nelson-Mahood)
- 2024 : Invisible (es) : Nacho (Nicolás Costi) (mini-série)

#### Séries d'animation
- 2013-2016 : Pierre Lapin : Pierre Lapin
- 2014[n 5] : Haikyū!! : Shōyō Hinata (2e doublage)
- 2016[n 6] : Konosuba : Sois béni monde merveilleux ! : Dust (saison 1)
- 2016-2018 : Animals (en) : Mason
- 2017[n 7] : Thus Spoke Kishibe Rohan : Koichi Hirose (OAV)
- 2017[n 6] : Classroom of the Elite : Kanji Ike (1re voix) et Teruhiko Yumikura (1re voix)
- 2017-2020 : Spirit : Au galop en toute liberté : Sahir Kapoor et Jack Ledger
- 2018-2024 : Captain Tsubasa : Manabu Ōkawa, Oizumi, Shinji et Takei
- 2019 : Scooby-Doo et Compagnie : le Caddie
- 2019 : Seis Manos : Domingo
- 2019 : Ultramarine Magmell (en) : Kerekes
- 2019-2021 : Seven Deadly Sins : King (2e voix)
- 2019-2022 : Demon Slayer: Kimetsu no Yaiba : Tanjirō Kamado (1re voix, saisons 1 et 2)
- 2020 : Cagaster : Naji
- 2020 : Noblesse : Manabu Kase
- 2021 : Scissor Seven : Pingan
- 2021 : Baki Hanma : Julio
- 2021 : Deep Insanity : Lawrence « Larry » Jackson
- 2021 : SK∞ the Infinity : Reki Kyan
- 2021 : Arrête de me chauffer, Nagatoro : Senpai (saison 1)
- 2021-2022 : Wolfboy et la fabrique de l'étrange (en) : Nyx
- 2021-2022 : Ranking of Kings : Daida
- 2021-2022 : 86: Eighty-Six : Theoto Rikka
- 2021-2022 : Johnny Test (en) : Johnny Test
- depuis 2021 : L'Attaque des Titans : Falco Grice
- depuis 2021 : Ghost Force : Andy
- depuis 2021 : Toukin, le chien-requin (en) : Max
- depuis 2021 : Harriet l'espionne (en) : Simon « Sport » Roque
- 2022 : Sabikui Bisco : Milo Nekoyanagi
- 2022 : She Professed Herself Pupil of the Wise Man (en) : Tomoki
- 2022 : Trapped in a Dating Sim: The World of Otome Games is Tough for Mobs : Kyle et Léon enfant
- 2022 : Tokyo 24th Ward : voix additionnelles
- 2022 : Kaguya-sama: Love is War : Gō Kazamatsuri (1re voix)
- 2022 : Spy × Family : Damian Desmond[6] (1re voix)
- 2022 : A Couple of Cuckoos : Nagi Umino (1re voix, épisodes 1 à 17)
- 2022 : Shine On! Bakumatsu Bad Boys! (en) : Ichibanboshi (1re voix)
- depuis 2022 : Baby Boss : Retour au Berceau : Antonio
- depuis 2022 : Imago : Zayn
- 2023 : Maniac par Junji Itō : Anthologie Macabre : Goro, Shiraishi et Oshikiri
- 2023 : Le Pavillon des hommes : Kakizoe
- 2023 : Valkyrie Apocalypse : Zerofuku
- 2023 : Transformers : EarthSpark : Stevie
- 2023 : Bleach: Thousand-Year Blood War : Gremmy Thoumeaux
- 2024 : Ariel : Fernie

### Jeu vidéo
- 2018 : Lego Les Indestructibles : Russel

### Émission
- depuis 2019 : Blue et ses amis : Josh (Joshua Dela Cruz)

### Direction artistique
Séries d'animation
- 2014[n 5] : Haikyū!! (2e doublage - saison 1, avec Khaoula Aaba)
- 2016[n 6] : Konosuba : Sois béni monde merveilleux ! (saison 1, avec Khaoula Aaba)
- 2021-2022 : Ranking of Kings
- 2022 : The Genius Prince's Guide to Raising a Nation Out of Debt (en) (avec Grégory Laisné)
- 2022 : Spy × Family (saison 1, partie 1)
- 2022 : Shine On! Bakumatsu Bad Boys! (en) (premiers épisodes)

## Discographie

### Chansons
- ABC des Jackson Five
- Ben de Michael Jackson
- Cette année-là de Claude François
- Et si de Roch Voisine
- I'll Be There des Jackson Five
- Juste quelqu'un de bien d'Enzo Enzo
- L'Envie d'aimer des Dix Commandements
- Lady Melody de Tom Frager
- Les Couleurs essentielles de Yannick Noah
- Mon père spirituel de Christophe Maé
- Parce qu'on sait jamais de Christophe Maé
- Pas de boogie-woogie d'Eddy Mitchell
- Qui a le droit de Patrick Bruel
- Someone Like You d'Adele
- Sunshine Moonlight de Michael Jackson
- Ta main de Grégoire
- Un autre monde de Téléphone
- You've Got a Friend de Carole King

## Distinction
En 2022, Enzo Ratsito remporte les Anime Awards organisés par Crunchyroll pour son rôle de Tanjirō Kamado dans la version française de Demon Slayer.